# Ráfaga (viento)

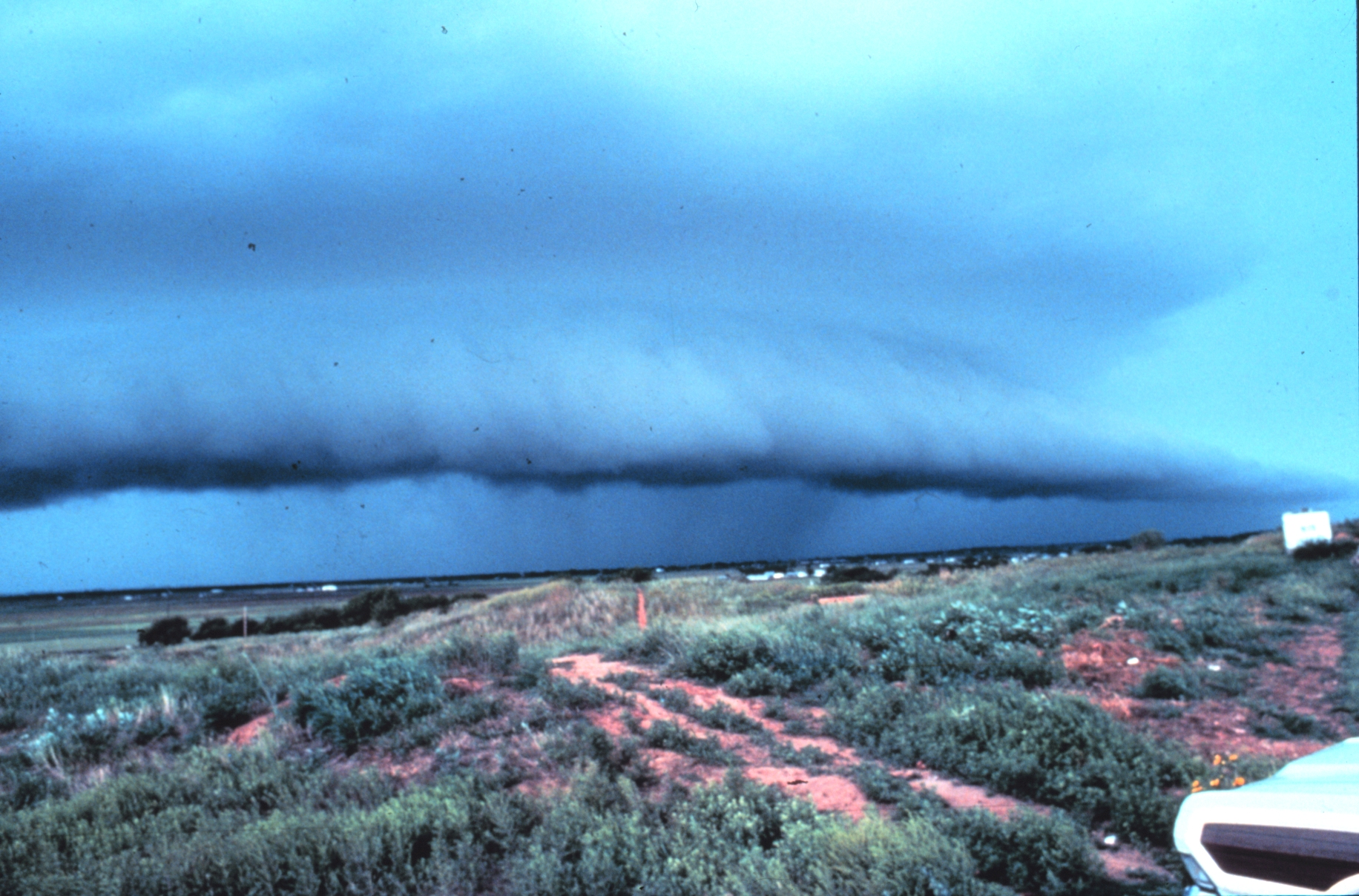
Tempestad acompañada de ráfaga de viento en Nuevo México, Estados Unidos.

Una ráfaga de viento o ramalazo (a veces, "racha"), en meteorología, es un aumento fuerte, repentino y de corta duración de la velocidad del viento.
Tiene un carácter más transitorio que una turbonada, que dura unos minutos. La ráfaga va seguida de una pausa o una disminución de la velocidad del viento. Generalmente, los vientos son menos racheados sobre grandes superficies de agua y más racheados sobre terrenos accidentados y cerca de edificios altos.

## Etimología
Dada sus equivalencias en otras lenguas latinas como el italiano raffica, el francés rafale y el portugués refega, es posible que tenga su origen en el latín, quizás una voz onomatopéyica raff expresando la violencia del viento, que también se encuentra en el alemán raffen que significa llevarse o saquear. En francés, se propone que podría derivar del castellano refregar, derivado de fregar, del lat. fricare "frotar", se habría especializado en el campo náutico a partir del significado "fricción violenta" En portugués también se propone que deriva de la palabra, en este caso portuguesa refregar.

## Meteorología
Según las prácticas de observación meteorológica de diferentes países, las ráfagas pueden ser informadas cuando la velocidad máxima del viento alcanza determinados valores. En Estados Unidos, debe tener al menos 16 nudos (29,6 km/h) y la variación en la velocidad del viento entre los picos y los momentos de calma debe ser de al menos 9 nudos (16,7 km).
La duración de una ráfaga suele ser inferior a 20 segundos, considerándose normalmente entre 3 y 20 s.
El viento se mide con un anemómetro o se calcula con una manga de viento. El valor medio de esta se mide generalmente durante un período de 2 minutos antes de la observación meteorológica según la Organización Meteorológica Mundial. Cualquier variación significativa de este viento medio durante los diez minutos anteriores a la observación son registradas como ráfagas en mensajes como el caso de METAR.
Generalmente se informa en METAR cuando la velocidad máxima del viento alcanza al menos 16 nudos y la variación en la velocidad del viento entre los picos y el viento promedio es de al menos de 9 a 10 nudos. En España se considera que existe una ráfaga de viento cuando el aumento repentino del viento instantáneo, excede del viento promedio en más de 10 nudos (18,5 km/h).
En meteorología marítima, la velocidad máxima de una ráfaga se expresa en metros por segundo (m/s) o en nudos, mientras que la escala de Beaufort se utiliza para registrar la velocidad media. Cuando la velocidad máxima excede la velocidad promedio entre 10 a 15 nudos, se habla de "ráfagas", mientras que las "ráfagas fuertes" se usan para velocidades de 15 a 25 nudos, y las "ráfagas violentas" para cuando exceden los 25 nudos.